# Pterophylla sylvicola
El tawhero o towai (en maorí: tawhero o tōwai) (Pterophylla sylvicola), es una especie de árbol mediano de la familia Cunoniaceae, es un árbol muy común en la isla Norte de Nueva Zelanda, ubicada desde los márgenes de los bosques y selvas de Cabo Norte hasta el sur en las cordilleras Waitakere al oeste de Auckland. El towai crece hasta más de 15 m, con un tronco de más de 1 m de diámetro.
Un árbol muy cercano, el kamahi (Pterophylla racemosa), reemplaza al towai hacia el paralelo 38° sur. 

## Taxonomía

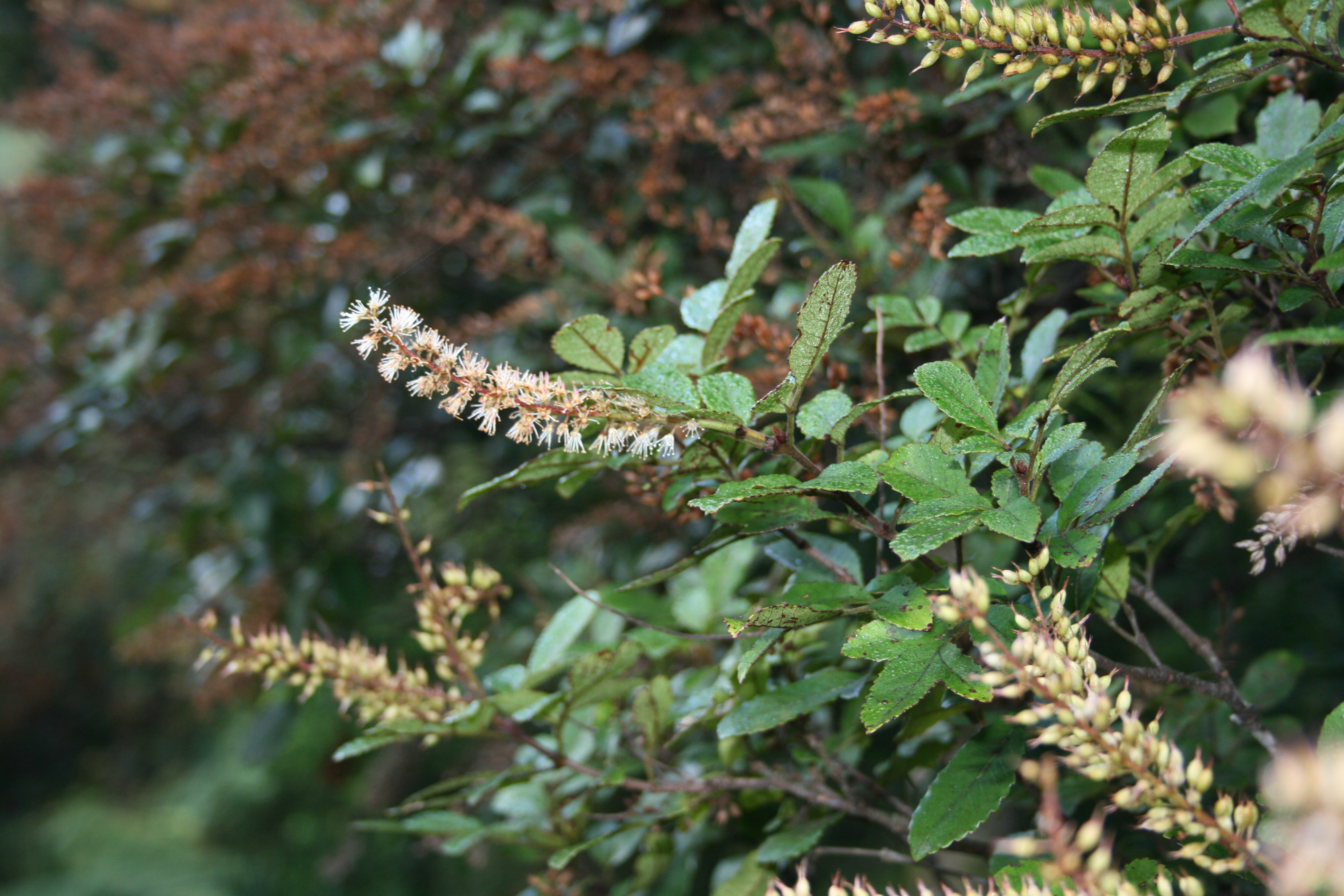
Flores de towai.

La especie fue descrita inicialmente como Weinmannia sylvicola por Daniel Solander y tanto validada como publicada por Allan Cunningham en Annals of Natural History 2(11): 357, en 1839, actualmente es tanto un sinónimo como el basónimo de esta; y ulteriormente, sería transferida al género Pterophylla por Yohan Pillon y Helen Collingwood Hopkins en American Journal of Botany 108(7): 1199, en 2021.

#### Etimología
Ver: Pterophylla
sylvicola: epíteto latino que significa "habitante de la selva".

## Lectura relacionada
- Metcalf, Laurie, 2002. Guía Fotográfica de loa Árboles de Nueva Zelanda. Tāmaki-makau-rau: New Holland.
- Salmon, J.T., 1986. Los Árboles Nativos de Nueva Zelanda. Te Whanga-nui-a-Tara: Heinneman Reed.